# Maddy Green
Madeline Lee Green (* 20. Oktober 1992 in Auckland, Neuseeland) ist eine neuseeländische Cricketspielerin, die seit 2012 für die neuseeländische Nationalmannschaft spielt.

## Aktive Karriere
Green gab ihr Debüt in der Nationalmannschaft im WTwenty20-Cricket auf der Tour in Australien im Februar 2012. Sie konnte sich zunächst nicht im Team etablieren, erhielt jedoch einzelne Einsätze als Lower-Order Batterin. Ihr Debüt im WODI hatte sie dann zwei Jahre später gegen die West Indies. Kurz darauf nahm sie bei ihrer ersten Weltmeisterschaft, dem ICC Women’s World Twenty20 2014 teil. Ihren ersten Women’s Cricket World Cup absolvierte sie im Juli 2017, jedoch konnte sie dort nicht überzeugen. Aufsehen erregte sie, als sie im Juni 2018 bei der Tour in Irland erstmals als Batter Nummer drei eingesetzt wurde und sogleich ein Century über 122 Runs aus 77 Bällen erzielte. Im zweiten Spiel der Serie konnte sie dann noch einmal ein Fifty über 50 Runs erreichen. Im November 2018 nahm sie abermals am ICC Women’s World Twenty20 2018 teil, hatte aber auch hier nur wenig Einfluss.
Dies änderte sich teilweise bei der Ausgabe 2020, bei dem sie unter anderem 28 Runs gegen Australien erzielte. Im September 2021 erreichte auf der Tour in England sie ein weiteres Half-Century über 70* Runs und wurde dafür als Spielerin des Spiels ausgezeichnet. Beim Women’s Cricket World Cup 2022 konnte sie gegen England ein Fifty über 52* Runs erreichen. Bei den Commonwealth Games 2022 konnte sie unter anderem gegen England 19 Runs erzielen. Im Dezember 2022 konnte sie bei der Tour gegen Bangladesch ein Fifty über 59* Runs in der WODI-Serie erreichen. Daraufhin wurde sie für den ICC Women’s T20 World Cup 2023 nominiert, und konnte dort unter anderem gegen Bangladesch 44* Runs erreichen.

## Privates
Green heiratete im Jahr 2019 ihre Lebenspartnerin, ihre ehemalige Teamkollegin in der Nationalmannschaft, Liz Perry.